# Lumangwe-Fälle
Die Lumangwe-Fälle des Flusses Kalungwishi liegen in Sambia in der Nordprovinz 150 km nördlich des Bangweulusees in Richtung Mwerusee neun Kilometer neben der Hauptstraße zwischen den Orten Kawambwa und Mporokoso.

## Beschreibung
Sie gelten mit ihren 30 Metern Höhe und 100 Metern Weite als „kleine Viktoria-Fälle“. Sie sind benannt nach dem „Geist der Großen Schlange“, Lumangwe, die sich der Sage nach fünf Kilometer lang von diesen Fällen durch die breite Flussaue bis zu den Fällen von Kabweluma windet. Die Kabwelumafälle sind mit ihren 25 Metern Höhe und 70 Metern Weite in der Regenzeit kaum weniger beeindruckend. Ihnen folgt eine dicht bewaldete Schlucht. 
Dies Gebiet und beide Wasserfälle sind touristisch gut erschlossen und Teil vieler Safarireisen im Norden von Sambia. Der Fluss Kalungwishi bietet eine ganze Reihe imposanter Wasserfälle: die Lumangwe-Fälle, Chimpepefälle, Kabwelumafälle, Kundabwikufälle und Mumbulumafälle.